# Campionati europei di maratona canoa/kayak
I Campionati europei di maratona canoa/kayak sono un evento sportivo internazionale organizzato dall'European Canoe Association (ECA). Dal 2013, le edizioni si svolgono a cadenza annuale.

## Edizioni
| Anno | Città               | Nazione    |
| ---- | ------------------- | ---------- |
| 1995 | Murcia              | Spagna     |
| 1997 | Pavia               | Italia     |
| 1999 | Gorzów Wielkopolski | Polonia    |
| 2001 | Győr                | Ungheria   |
| 2003 | Danzica             | Polonia    |
| 2005 | Týn nad Vltavou     | Rep. Ceca  |
| 2007 | Trenčín             | Slovacchia |
| 2009 | Ostróda             | Polonia    |
| 2011 | Saint-Jean-de-Losne | Francia    |
| 2013 | Vila Verde          | Portogallo |
| 2014 | Piešťany            | Slovacchia |
| 2015 | Bohinj              | Slovenia   |
| 2016 | Pontevedra          | Spagna     |
| 2017 | Ponte de Lima       | Portogallo |
| 2018 | Metković            | Croazia    |
| 2019 | Decize              | Francia    |
| 2021 | Mosca               | Russia     |

## Medagliere
Aggiornato al 2021.
| Pos. | Paese       | Oro | Argento | Bronzo | Totale |
| ---- | ----------- | --- | ------- | ------ | ------ |
| 1    | Ungheria    | 49  | 40      | 35     | 124    |
| 2    | Spagna      | 23  | 27      | 22     | 72     |
| 3    | Portogallo  | 11  | 7       | 5      | 23     |
| 4    | Francia     | 6   | 11      | 5      | 22     |
| 5    | Regno Unito | 5   | 5       | 6      | 16     |
| 6    | Ucraina     | 4   | 1       | 2      | 7      |
| 7    | Polonia     | 3   | 3       | 10     | 16     |
| 8    | Slovacchia  | 3   | 1       | 2      | 6      |
| 9    | Paesi Bassi | 2   | 3       | 4      | 9      |
| 10   | Danimarca   | 2   | 2       | 3      | 7      |
| 11   | Italia      | 2   | 2       | 2      | 6      |
| 12   | Rep. Ceca   | 1   | 5       | 9      | 15     |
| 13   | Germania    | 1   | 3       | 3      | 7      |
| 14   | Serbia      | 1   | 0       | 1      | 2      |
| 14   | Svezia      | 1   | 0       | 1      | 2      |
| 15   | Russia      | 0   | 3       | 1      | 4      |
| 16   | Croazia     | 0   | 1       | 1      | 2      |
| 17   | Norvegia    | 0   | 0       | 2      | 2      |